# باشگاه ورزشی جولیبا
باشگاه ورزشی جولیبا (انگلیسی: Djoliba AC) یک باشگاه فوتبال در شهر باماکو، مالی است.
این باشگاه که در سال ۱۹۶۰ تأسیس شده سابقه ۲۳ قهرمانی در لیگ برتر فوتبال مالی و ۲۰ قهرمانی در جام حذفی فوتبال مالی را در کارنامه دارد.